# کونگ‌فوی مار
مشت‌زنی مار(به چینی: 蛇拳) (به پین‌یین: shéquán)، عنوان کلی چندین هنر رزمی در ووشو است که با عنوان شناخته شده و حرکات مار را تقلید می‌کنند. این هنر از سبک‌های مشت‌زنی شائولین است. طرفداران آن می‌گویند که بهره گرفتن از روانی جابجایی‌های مار به آنها کمک می‌کند تا از زاویه‌ای به حریف حمله کنند که انتظار آنرا نداشته باشد. از این سبک بیشتر در کاربرد شمشیر صاف چینی (جیان) استفاده می‌شود. از حرکات مار در هنرهای رزمی دیگری همچون تای چی چوان خاناوده یانگ، باگوآژانگ و ژینگی چوان نیز استفاده می‌شود. می‌توان گفت که مواجی، گمراه‌کنندگی و روانی جابجایی‌های مار یکی از پایه‌های عملی تئوری هنرهای رزمی نرم نینجا بوده‌است.

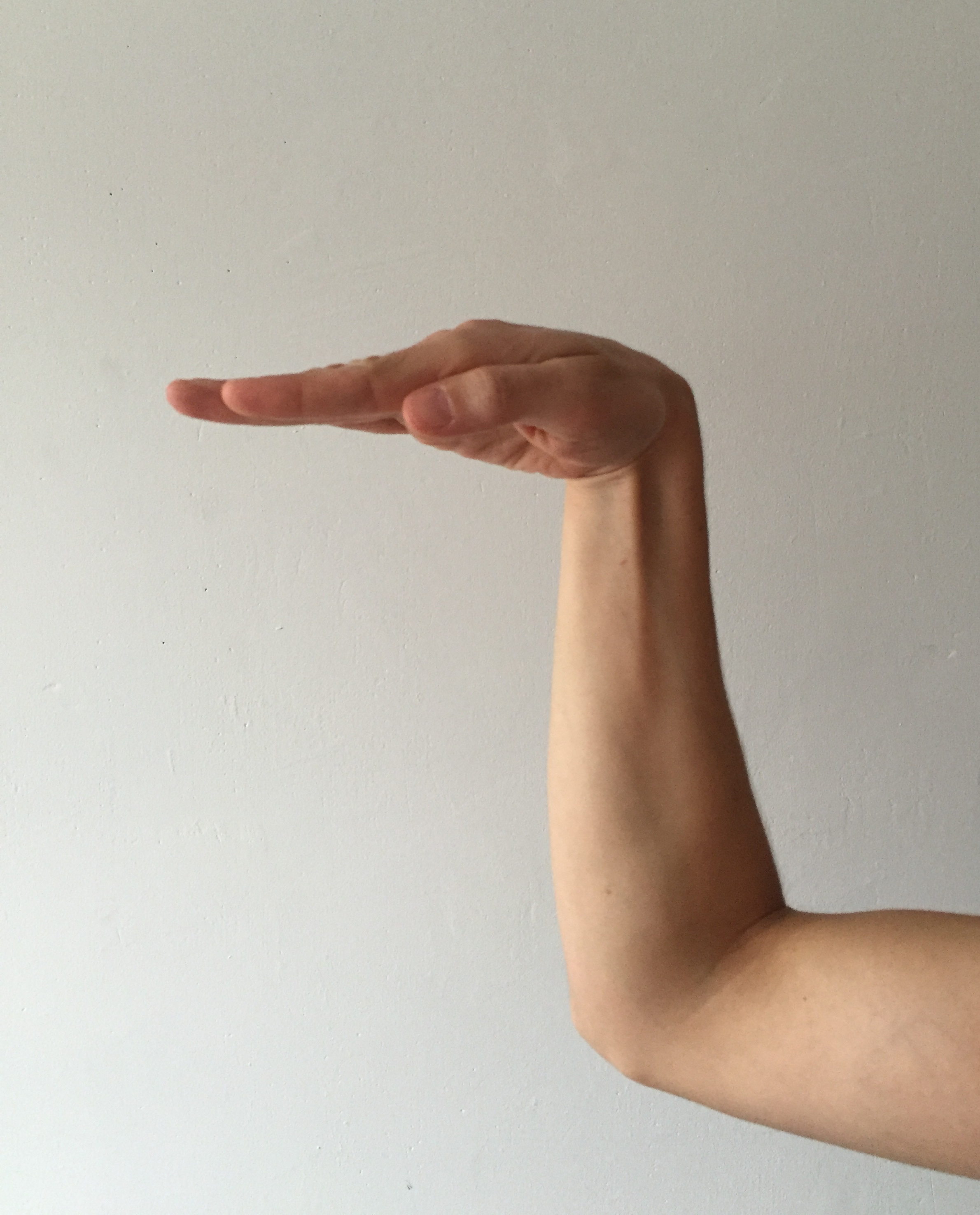
نمایی از فن مشت‌زنی مار

سبک‌های مختلف رزمی دیگر نیز حرکات مختلفی از مار را تقلید می‌کنند. برخی‌ها حرکات مار سیلندروفیدا را تقلید می‌نمایند، درحالی‌که برخی دیگر مار پایتون یا کبرا را تقلید می‌کنند. دو سبک جدا از هم مار جنوبی و شمالی وجود دارد.